# Kislovodsk
Kislovodsk (en russe : Кисловодск) est une ville et une station thermale du kraï de Stavropol, en Russie. Sa population s'élevait à 127 304 habitants en 2022.

## Nom
Kislovodsk, littéralement « eaux aigres », est ainsi nommée en raison de la présence de ressources minérales abondantes autour de la ville. 

## Géographie
Kislovodsk est située dans le nord du Caucase, à 31 km au sud-ouest de Piatigorsk, à 139 km au sud-est de Stavropol et à 1 366 km au sud-sud-est de Moscou.

## Histoire
À la fin du XVIIIe siècle, les eaux thermales de Kislovodsk furent étudiées par les savants Iakob Reïnerg (1784), Peter Simon Pallas (1793) et d'autres. Leurs travaux servirent de base à la création de la station thermale, en 1803, par un décret du l'empereur Alexandre Ier. En 1823, on commença la construction d'un hôtel et d'un parc. Au cours du XIXe siècle, Kislovodsk fut reliée par la route à Mineralnye Vody et le chemin de fer y arriva en 1893. Une usine d'embouteillage d'eau minérale fut mise en service en 1896. Pendant la Première Guerre mondiale, les hôpitaux accueillirent des blessés et invalides de guerre. 
Au cours des années 1920 et 1930, la station thermale fut développée avec de nouvelles installation de bains, cliniques, boue. Des recherches hydrogéologiques y furent menées. La ville fut occupée par les forces nazies pendant la Seconde Guerre mondiale, et subit des destructions, qui furent réparées dans les années qui suivirent la guerre.

## Population
À la fin du XIXe siècle et au début du XXe siècle, Kislovodsk accueillait beaucoup d'artistes, de musiciens et des membres de l'aristocratie russe.
La population de Kislovodsk comprend 73,4 % de Russes, 11,1 % d'Arméniens, 4,4 % de Karatchaïs, etc.
Recensements ou estimations de la population
| 1897* | 1926*  | 1931   | 1937*  | 1939*  | 1959*  | 1970*  |
| ----- | ------ | ------ | ------ | ------ | ------ | ------ |
| 1 800 | 31 345 | 36 066 | 60 944 | 51 315 | 77 998 | 89 571 |

| 1979*   | 1989*   | 2002*   | 2006    | 2010*   | 2012    | 2013    |
| ------- | ------- | ------- | ------- | ------- | ------- | ------- |
| 100 932 | 114 414 | 129 788 | 128 701 | 128 553 | 129 280 | 129 355 |

| 2014    | 2015    | 2016    | 2017    | 2018    | 2019    | 2020    |
| ------- | ------- | ------- | ------- | ------- | ------- | ------- |
| 129 949 | 130 007 | 129 993 | 129 861 | 129 593 | 129 098 | 128 779 |

## Personnalités
Sont nés à Kislovodsk :
- Anna Timireva  (1893-1975), compagne de l'amiral Koltchak et poétesse russe, plusieurs fois arrêtée du temps de l'Union soviétique.
- Alexandre Soljenitsyne (1918-2008), écrivain, prix Nobel de littérature en 1970.
- Arthur Adamov (1908-1970), écrivain.
- Naoum Babaïev (1977-), entrepreneur.

morts à Kislovodsk :
- Friedrich Zander (1887-1933), ingénieur astronautique soviétique, il est enterré à Kislovodsk.
- Domnikia Ilarionovna Kouznetsova-Novoleinik (1886-1962), aviatrice russe, y meurt.

## Jumelages
| Ville | Ville         | Pays | Pays    | Période                   |
| ----- | ------------- | ---- | ------- | ------------------------- |
|       | Aix-les-Bains |      | France  |                           |
|       | Astrakhan     |      | Russie  | depuis 1998               |
|       | Batoumi       |      | Géorgie | depuis le 25 octobre 1997 |
|       | Kiryat-Yam    |      | Israël  |                           |
|       | Vanadzor,     |      | Arménie | depuis 2005               |

## Média
Le centre thermal Zarya (Пансионат Заря) situé dans la commune de Kislovodsk apparaît dans le clip Faradenza (2018) du groupe d'electro-rave russe Little Big.